# Mariano de Foronda
Mariano de Foronda y González Bravo, segon marquès de Foronda (El Escorial, 14 de setembre de 1873 - Foronda, Àlaba, 17 de juliol de 1961) fou un empresari espanyol, II marquès de Foronda, I comte de Torre Nova de Foronda, II comte de Larrea.

## Biografia

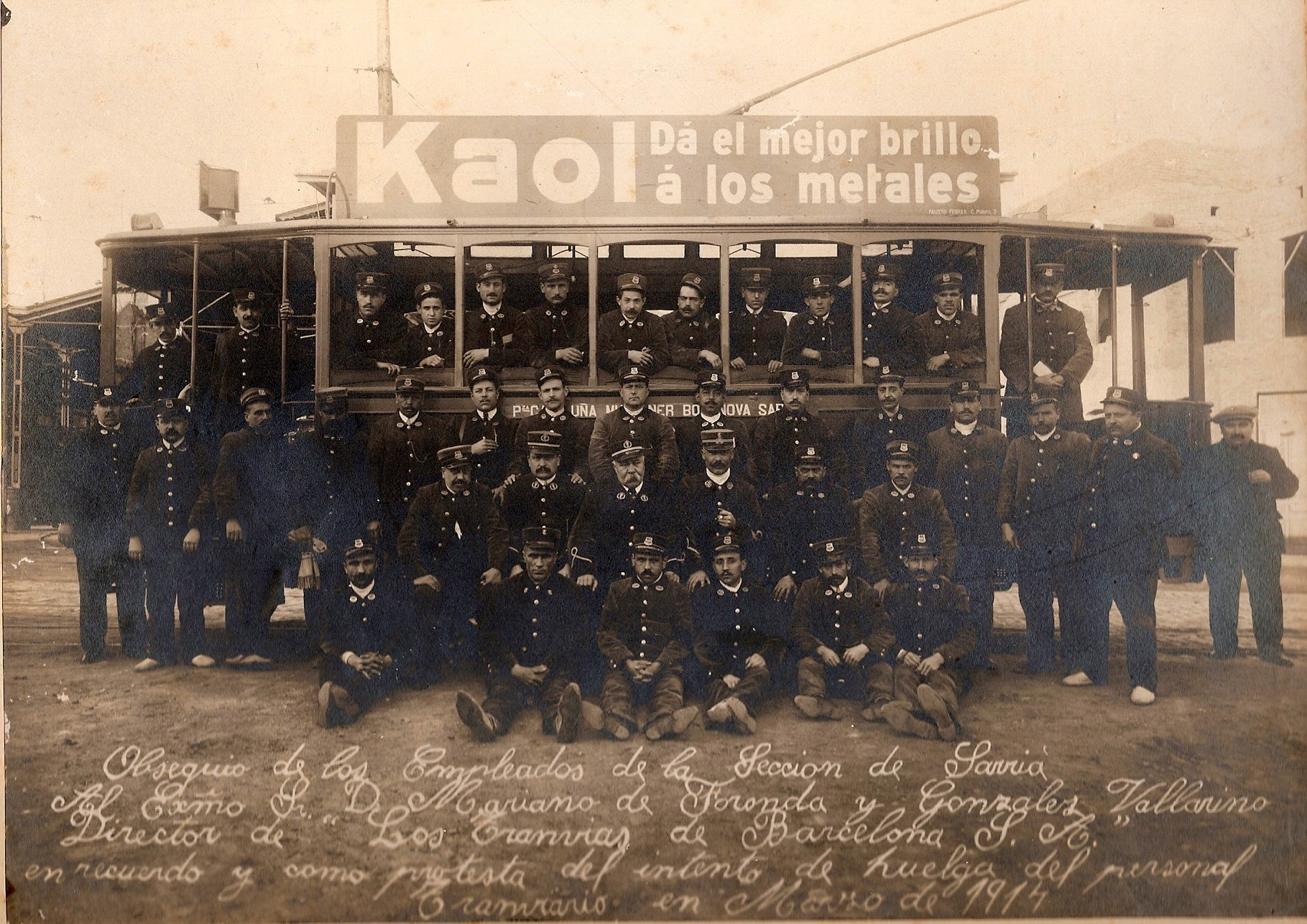
Treballadors del tramvia de Sarria dedicant amb sorna una fotografia a Mariano de Foronda en record de l'intent de vaga de març de 1914

Era fill de Manuel de Foronda y Aguilera, primer marquès de Foronda, acadèmic d'Història i president honorari de la Reial Societat Geogràfica, i de María de los Dolores González Bravo. Estudià als Escolapis d'Alcalá de Henares i posteriorment enginyeria. El 1889 començà treballar al Diario de Madrid fins que va ingressar a l'Acadèmia Militar, d'on sortí amb el grau d'alferes.
Va anar voluntari a la guerra hispano-estatunidenca i fou destinat a les Filipines, on va lluitar en la batalla de Cavite. Assolí el grau de tinent de cavalleria, però va agafar unes febres i el general Fernando Primo de Rivera y Sobremonte el va destinar a la Península. Aleshores demanà la baixa a l'exèrcit i ingressà a la Compañía de Tranvías Eléctricos de Madrid, i el 1902 passà a ser director de personal de la Barcelona Tramway Company. Acabà sent director de l'empresa barcelonina, i ocupà aquest càrrec fins a 1931.
Era membre del Partit Conservador i fou el dirigent empresarial que més es destacà contra les demandes dels obrers. Durant la vaga general de 1909 que generà els fets de la Setmana Tràgica no va impedir l'aturada del servei de tramvies.
El 1929 fou nomenat comissari reial de l'Exposició Internacional de Barcelona. Va ser Gentilhome Gran d'Espanya amb exercici i servitud del Rei Alfons XIII. Durant la Segona República Espanyola fou processat, però finalment fou absolt.